# Stazione di Saronno
La stazione di Saronno è la stazione principale dell'omonima cittadina. È l'impianto terminale della linea proveniente da Milano ed il capolinea delle linee da e per Como, Laveno, Novara e Seregno. La posizione e i collegamenti dello scalo sono rilevanti a livello regionale, poiché su di esso convergono direttrici ferroviarie che uniscono quattro province lombarde: Milano, Varese, Como e Monza e Brianza. È servita inoltre dai collegamenti tra il capoluogo lombardo e l'aeroporto internazionale di Malpensa.

## Storia

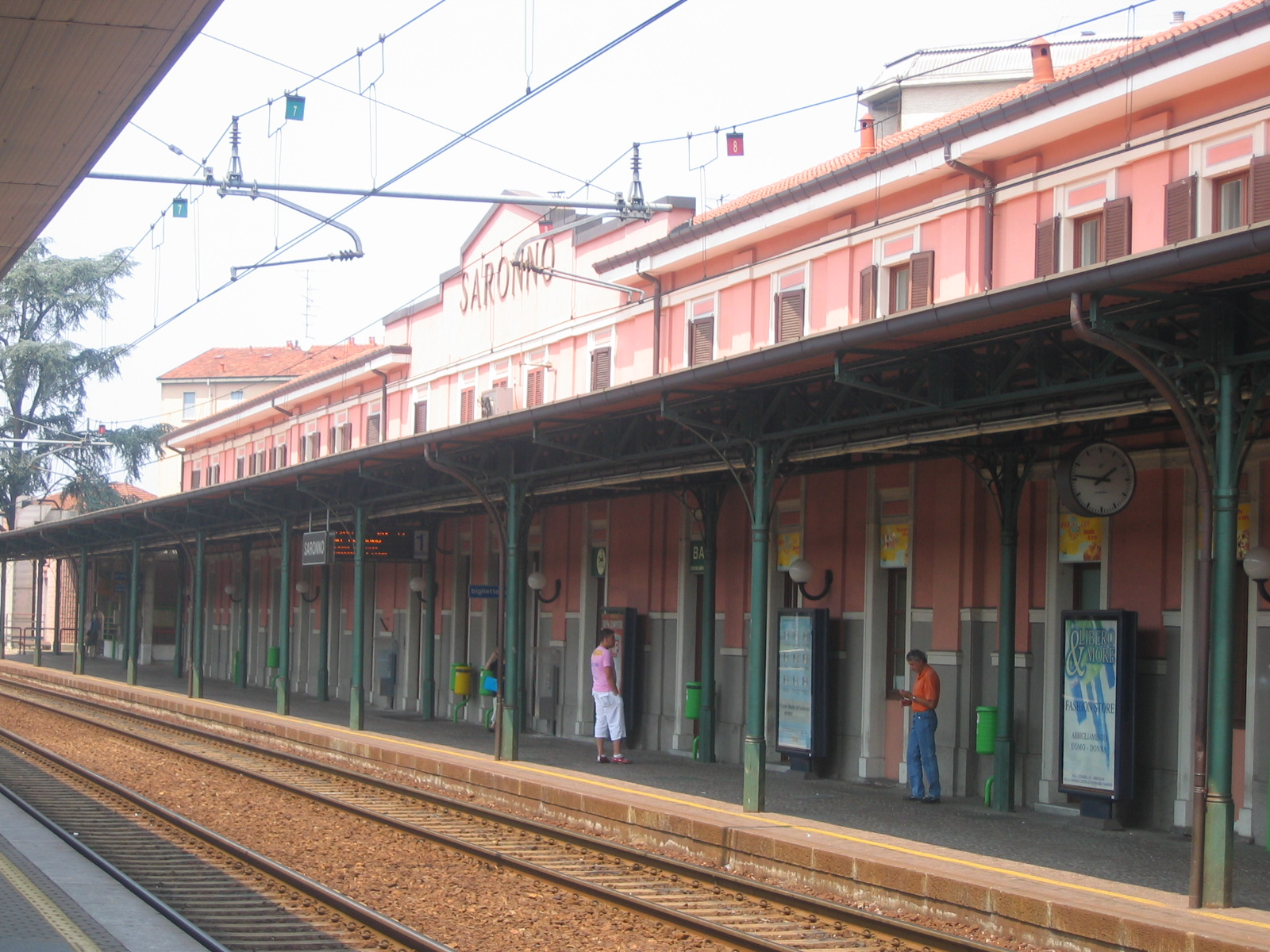
Lato binari del fabbricato viaggiatori

Nel 1879, la Società anonima per le Ferrovie Milano-Saronno e Milano-Erba (poi divenute Ferrovie Nord Milano) inaugurarono la linea ferroviaria tra Milano e Saronno.
Nel corso degli anni Ottanta del XIX secolo, la stazione fu congiunta da altre linee ferroviarie costruite da altre società concessionarie:
- la Saronno-Malnate della Società per le Ferrovie del Ticino (SFT);
- la Novara-Seregno della Società Anonima per la Ferrovia Novara-Seregno (FNS).

Tra il 1888 e il 1890 l'esercizio di tutte e due le linee passò alla FNM. Di conseguenza la stazione divenne il centro delle linee ferroviarie della società, un ruolo che fu enfatizzato nel 1898 con la costruzione della Grandate-Saronno che, appoggiandosi alla Como-Grandate-Malnate-Varese, consentì un collegamento diretto fra il Lario e il milanese.

## Strutture e impianti

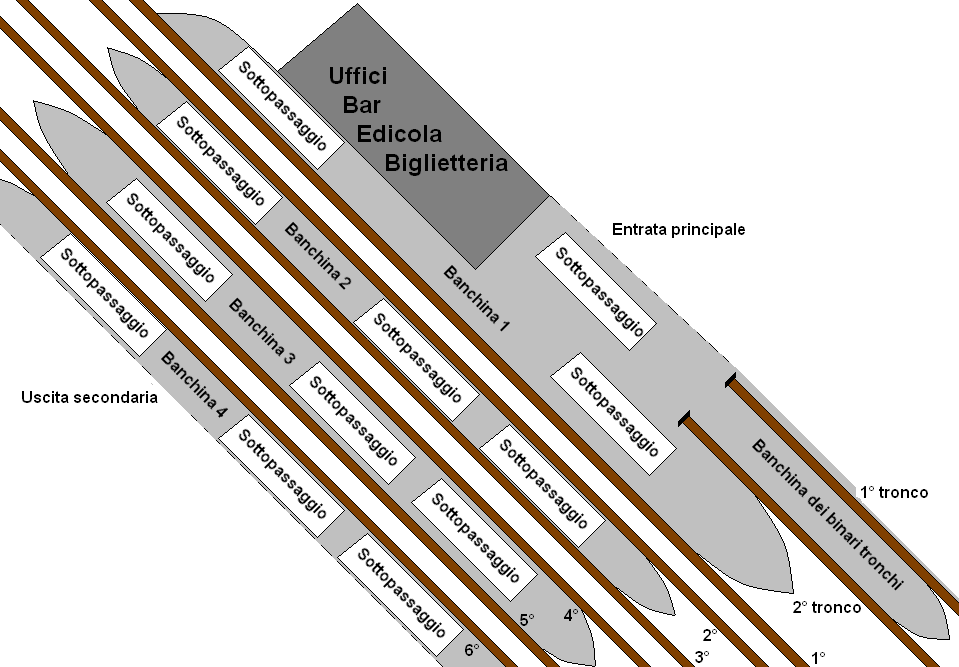
Pianta stilizzata del 2014

Pianta della stazione del 2025

La stazione è situata nel centro di Saronno. L'ingresso principale è situato in piazza Luigi Cadorna, all'inizio di corso Italia, mentre quello posteriore si trova in via Bernardino Luini, all'incrocio con via Gaudenzio Ferrari.
Presso questa stazione si incrociano le seguenti linee ferroviarie:
- Milano–Saronno;
- Saronno–Como;
- Saronno–Laveno;
- Saronno-Novara;
- Saronno–Seregno.

Il piazzale binari è composto da nove binari di cui tre tronchi, di norma così utilizzati:
| Binari passanti | Binari passanti                | Binari tronchi | Binari tronchi                    |
| --------------- | ------------------------------ | -------------- | --------------------------------- |
| 1°/2°           | Milano-Como                    | 1° tronco      | S3 (Milano, linea lenta)          |
| 3°/4°           | Milano-Varese-Laveno           | 2° tronco      | S1 (Milano, linea lenta - Lodi)   |
| 5°/6°           | Milano-Novara/Malpensa Express | 7°             | S9 (Seregno - Milano - Albairate) |

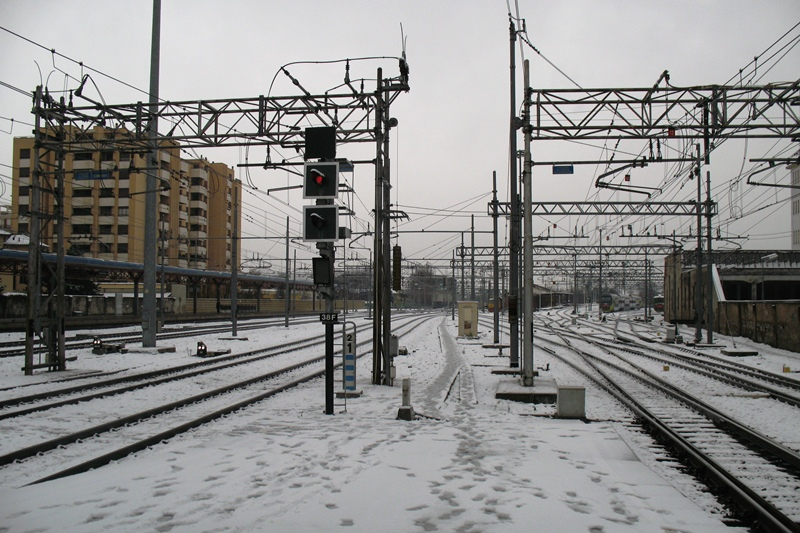
I binari della stazione, guardando a sud verso Milano

Fino al 2009 la linea per Seregno, non elettrificata, era utilizzata solo per il traffico merci; nel 2010 è stata sospesa a causa dei lavori di restauro, conclusisi il 9 dicembre 2012 con la riapertura della tratta al servizio viaggiatori e il prolungamento della linea S9 da Seregno a Saronno. In seguito a questo avvenimento, che ha comportato l'occupazione di almeno uno tra i binari 5 e 6 per circa mezz'ora ogni ora, alcuni treni Milano – Novara e Malpensa Express hanno prestato servizio ai binari 3 e 4 e alcuni treni Milano – Varese – Laveno ai binari 1 e 2. Per risolvere questa situazione, che comportava molti rallentamenti al traffico, il 14 dicembre 2014 è stato attivato il binario 7, tronco, situato a fianco del binario 6, pensato appositamente per attestare i treni della linea S9 provenienti da Seregno, che è l'unica che vi può accedere.
Gli itinerari di corretto tracciato che permettono di attraversare la stazione, con marcia a sinistra, sono tre:
- Milano lenta – Binari 1-2 – Como (raramente utilizzato);
- Milano diretta – Binari 3-4 – Laveno;
- Seregno – Binari 5-6 – Malpensa (utilizzato occasionalmente per l'inversione di marcia degli S9, dalla quale consegue che se il treno termina la corsa in corretto tracciato al binario 6 deve ripartire in deviata; viceversa al binario 5; utilizzato dalle corse merci);

È possibile raggiungere i binari 1-2 e 5-6 dalla linea diretta per Milano attraverso una deviata a 60 km/h, così come i binari 3-4 dalla linea per Como. Sono percorribili a 60 km/h anche le comunicazioni tra i sensi di marcia sulle linee per Seregno e per Milano, che consentono la marcia a destra all'interno dell'impianto. Anche il binario 7 è connesso alla linea per Seregno tramite deviate a 60 km/h in ambo le direzioni. Sono percorribili a 30 km/h tutte le restanti deviate, comprese quelle di accesso ai binari 1 e 2 tronchi e ai fasci di ricovero. Non sono possibili connessioni senza inversioni di marcia tra i binari 1-2 e la linea per Novara e tra i binari 1-2 tronchi, 1-2 e 3-4 e la linea per Seregno e tra tutte le linee tranne quella per Seregno e il binario 7.

## Movimento
La stazione risulta una delle principali dell'intera rete Ferrovienord per flusso di viaggiatori e numero di convogli che vi prestano servizio, dopo Milano Nord Cadorna e Milano Nord Bovisa. Per l'impianto transitano circa 188.000 passeggeri settimanali per un totale di oltre 9.000.000 passeggeri annui.
La stazione è servita dai collegamenti suburbani e regionali, Malpensa Express, RegioExpress RE1 svolti da Trenord nell'ambito del contratto di servizio stipulato con la Regione Lombardia.

## Servizi
La stazione dispone di velostazione a serratura elettronica e dei seguenti servizi:
- Bar
- Biglietteria a sportello
- Biglietteria automatica
- Posto di Polizia
- Sala d'attesa
- Servizi igienici

## Interscambi
Di fronte all'entrata principale è situata l'autostazione, utilizzata anche per la partenza degli autobus sostitutivi Trenord. Poco oltre gli isolati residenziali, in via Primo Maggio, è posta un'altra autostazione in supporto alla prima.
- Stazione autobus
- Stazione taxi